# Rita Gardner
Rita Gardner (Nueva York 23 de octubre de 1934-Nueva York, 24 de septiembre de 2022) fue una actriz y cantante estadounidense.

## Carrera profesional
Gardner hizo su debut en el escenario Off-Broadway en la reseña musical de Jerry Herman Nightcap (1958), antes de su gran papel como Luisa en el elenco original de The Fantasticks en 1960. Otros créditos off-Broadway incluyen The Cradle Will Rock (1964), To Be Young, Gifted, and Black (1969), Jacques Brel is Alive and Well and Living in Paris (1972), Steel Magnolias (1987), Wings (1993) y El extranjero (2004).
Gardner hizo su debut en Broadway en el musical de corta duración (65 funciones) A Family Affair en 1962 como Sally Nathan. Apareció en una breve reposición de Pal Joey en 1963 como Linda English y reemplazó a Susan Watson poco después de la apertura de Ben Franklin en París en 1964. Posteriormente, su carrera en Broadway se estancó y se encontró siendo suplente en On a Clear Day You Can See Forever (1965), The Last of the Red Hot Lovers (1969) y Morning's at Seven (2002) (suplente de Cora y Esther). Tuvo un papel destacado como Rosie en The Wedding Singer en 2006, con tres números musicales, incluida la canción "Move that Thang".
Los créditos teatrales regionales de Gardner incluyen Show Boat y The Impossible Years en Bucks County Playhouse en New Hope, Pensilvania (1983), el musical Lucky in the Rain en Goodspeed Opera House (1997), y Eleanor: A Love Story en Teatro Ford en Washington D. C. (1999). Apareció en la gira nacional de Kiss of the Spider Woman (1994). Dio una actuación aclamada por la crítica en Murderers en The Cincinnati Playhouse (2007).
En 2002, apareció en su show unipersonal Try to Remember: A Look Back at Off-Broadway en el Sullivan Street Playhouse en la ciudad de Nueva York los sábados por la noche. El show incluía baladas de The Fantasticks. Realizó la revista en el Metropolitan Room de la ciudad de Nueva York en 2011.
Los créditos televisivos de Gardner incluyen apariciones en Law & Order, Law & Order: Special Victims Unit (en el episodio 18 de la primera temporada), Law & Order: Criminal Intent y  Dora the Explorer (como abuela Fox).
Gardner estudió actuación en HB Studio en la ciudad de Nueva York. Fue miembro de la facultad de la sexta Conferencia Anual de Cabaret en la Universidad de Yale en 2008.

## Vida personal y muerte
Nacida en la ciudad de Nueva York en 1934, Rita Schier era hija de Nathan y Tillie (de soltera Hack) Schier. Tenía un hermano mayor, Louis (o Lewis).
Se casó con el dramaturgo Herb Gardner en 1957; el matrimonio terminó en divorcio en 1970. Ese mismo año, se volvió a casar con Peter Cereghetti, pero se divorciaron poco después. Rita se volvió a casar con el dramaturgo Robert Sevra, quien la sobrevivió.
Rita Gardner murió de leucemia el 24 de septiembre de 2022 en la ciudad de Nueva York, a la edad de 87 años.